# Damoiseau (cratère)
Pour les articles homonymes, voir Damoiseau (homonymie).
Damoiseau est un cratère lunaire situé juste à l'ouest de la mare lunaire Oceanus Procellarum (Océan des Tempêtes en latin) et située à l'ouest de la face visible de la Lune. Il se trouve à l'est du cratère Grimaldi. 
Le bord externe du cratère Damoiseau n'est pas tout à fait circulaire, ayant une saillie vers l'extérieur au nord-est et des petits renflements au nord et au sud. Le plancher intérieur est irrégulier et complexe, avec une série de crêtes et de petites fissures. Le cratère est concentrique avec un autre plus grand, cette formation, sans nom, a environ deux fois le diamètre du premier.
En 1935, l'Union astronomique internationale lui a donné le nom de l'astronome français Marie-Charles Damoiseau.
Par convention, les cratères satellites sont identifiés sur les cartes lunaires en plaçant la lettre sur le côté du point central du cratère qui est le plus proche de Damoiseau.
| Damoiseau | Latitude | Longitude | Diamètre |
| --------- | -------- | --------- | -------- |
| A         | 6.3° S   | 62.4° W   | 47 km    |
| B         | 8.6° S   | 61.6° W   | 23 km    |
| BA        | 8.3° S   | 59.0° W   | 9 km     |
| C         | 9.1° S   | 62.5° W   | 15 km    |
| D         | 6.4° S   | 63.3° W   | 17 km    |
| E         | 5.2° S   | 58.3° W   | 14 km    |
| F         | 7.9° S   | 62.1° W   | 11 km    |
| G         | 2.5° S   | 55.6° W   | 4 km     |
| H         | 3.8° S   | 59.8° W   | 45 km    |
| J         | 4.1° S   | 62.0° W   | 7 km     |
| K         | 4.6° S   | 60.4° W   | 23 km    |
| L         | 4.5° S   | 59.3° W   | 14 km    |
| M         | 5.1° S   | 61.3° W   | 54 km    |